# أكتوبامين
الأكتوبامين هو مادة كيميائية عضوية ذات صلة بالنورإبينفرين، تصنيعه بيولوجيا من قبل مثلي المسار. اويستمد اسمها من حقيقة أنه تم تحديدها لأول مرة في الغدد اللعابية للأخطبوط.
في أنواع كثيرة من اللافقاريات يعتبر الأوكتوبامين من الناقلات العصبية الهرمونات الهامة. في أوليات الفم —المفصليات والرخويات و عدة أنواع من الديدان— يستبدل بالنورفينيفرين ويؤدي وظائف مشابهة على ما يبدو لتلك التي في النورإبينفرين عند الثدييات، الوظائف التي تم وصفها بأنها تقوم بمفعول تحريك الجسم والجهاز العصبي.